# 迪亞沃爾斯卡河

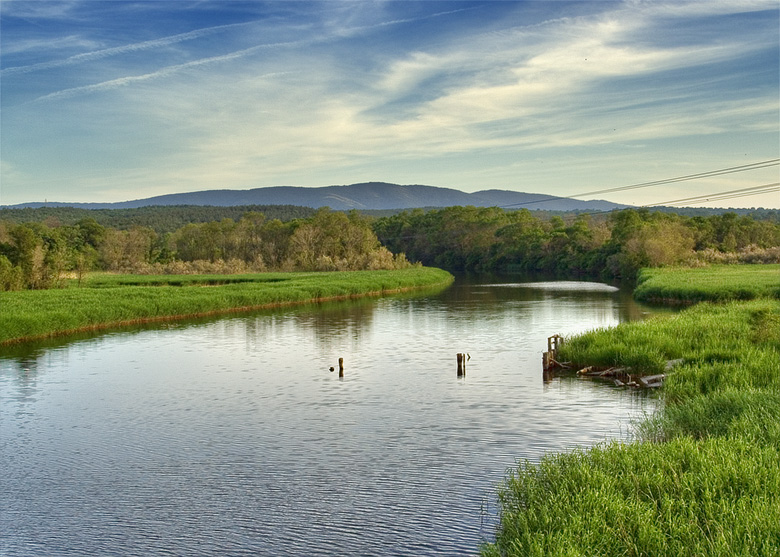

迪亞沃爾斯卡河是保加利亞的河流，位於該國東南部，河道全長37公里，流域面積133平方公里，發源自斯特蘭賈山脈，最終注入黑海，河畔城鎮有普里莫爾斯科。
42°15′38″N 27°45′1″E / 42.26056°N 27.75028°E